# Molschleben
Molschleben település Németországban, azon belül Türingiában. Lakosainak száma 1002 fő (2023. december 31.).

## Népesség
A település népességének változása:
| Lakosok száma | 1017 | 1015 | 995  | 1009 | 1002 |
|               | 2017 | 2019 | 2021 | 2022 | 2023 |